# Hillerød község
Hillerød község (dánul: Hillerød Kommune) Dánia 98 községének (kommune, helyi önkormányzattal rendelkező közigazgatási egység) egyike. Hillerød község Frederiksværk-Hundested, Frederikssund, Allerød, Fredensborg és Gribskov községekkel határos.
A 2007. január 1-jén életbe lépő közigazgatási reform során hozzá csatolták a korábbi Skævinge községet és Slangerup község egy részét.

## Települések
Települések és népességük:
- Alsønderup (496)
- Brødeskov (236)
- Gadevang (1108)
- Gørløse (1122)
- Hillerød (36043)
- Meløse (702)
- Ny Hammersholt (1392)
- Nødebo (1914)
- Nørre Herlev (430)
- Skævinge (2334)
- Store Lyngby (825)
- Tulstrup (1247)
- Uvelse (999)

### Külső hivatkozások
- Hivatalos honlap (dán, angol)